# Le chevalier mystère
Le chevalier mystére (titolo italiano Il cavaliere misterioso) è un film muto del 1899 diretto ed interpretato da Georges Méliès.

## Trama
Uno strano cavaliere nella sua stanza progetta ad una lavagna di far apparire una testa parlante, poi prende il disegno che diventa magicamente vero e viene posato sopra il collo di una bottiglia sul tavolo.
Il cavaliere esulta prendendola e trafiggendola nella sua spada, ma questa non muore e continua a parlare; l'uomo non essendo ancora soddisfatto la riprende e la posa sopra un piedistallo che copre con un lenzuolo per poi toglierlo facendo apparire la testa sopra un corpo vero di una donna.
Infine il cavaliere la fa sparire, apparire su un tavolo, le toglie il corpo e rimette la testa sulla lavagna che ritorna fantasticamente il disegno di prima.